# Disco Stu
Disco Stu est un personnage fictif de la série animée Les Simpson.
Il est un personnage disco exubérant. Disco Stu parle de lui à la troisième personne et est bloqué mentalement à l'époque disco.
Sa première apparition date de l'épisode 13 de la saison 7, Deux mauvais voisins : lors du vide-grenier annuel, Homer ressort sa vieille veste des années 1970 portant l'inscription "Disco Stu" formée par des clous – l'inscription aurait dû être "Disco Stud" ("Étalon du Disco (dans la VF : Disco Sto, "parce que je suis disco et costaud!")), mais Homer n'avait pas assez de clous.
Quelqu'un hurle : "Hé, Stuart, tu devrais l'acheter !", ce à quoi il répond : "On ne fait pas de publicité à Disco Stu !"  et n'achète pas la veste.
Dans l'épisode Homer Like a Rolling Stone, on apprend qu'en réalité il déteste le disco et qu'il lui est difficile de garder ce secret...
Dans un autre épisode, il dit : "Disco Stu est encore accro à la poudre blanche" et il obtient un paquet de sucre...
Dans Mariage à tout prix, on apprend qu'il s'est marié avec Selma.
Il était marin. Il voulait une photo de lui, donc il est allé dans le magasin où travaillait Marge comme photographe à l'époque. Comme elle voulait écouter de la musique en travaillant, elle allume la radio, et Marin Stu, devient Disco Stu.

## Origine
Le personnage a peut-être été inspiré par le claviériste Tommy Mars (une vague ressemblance, dans les verres teintés, la coupe de cheveux, le nez, et le creuset des joues), qui a été employé par Frank Zappa, dont on sait que Matt Groening le considère comme "son Elvis" ("Zappa is my Elvis").
On trouve d'ailleurs des références à Zappa au cours de quelques épisodes (voir ), qui devait lui-même prêter sa voix au cours de la série (voir ), chose qu'il n'a malheureusement pas pu faire étant malade et affaiblit par un cancer qui allait l'emporter.
Quand on sait l'aversion qu'avait F.Z. pour le disco ("Dancin' Fool", "Disco Boy"...), le clin d'œil ne serait alors pas étonnant, d'autant plus que le look et même l'attitude du claviériste sur scène auraient pu se prêter totalement à ce genre de reconversion cartoonesque inattendue !